# هوغو إميليانو رودريغيز
هوغو إميليانو رودريغيز (بالإسبانية: Hugo Emiliano Rodríguez)‏ هو لاعب كرة قدم مكسيكي، ولد في 4 فبراير 1985. لعب مع كلوب ليون.